# Lerap

Garrucha fabricada pela Lerap em calibre .320

A Fundição e Indústria de Armas Lerap Limitada foi uma fabricante de armas de fogo de São Paulo, fundada em 1939 e sediada no bairro do Brás. Seu nome vem da junção do sobrenome dos dois fundadores: Lemck e Rapp.
A empresa surgiu com o objetivo de fabricar peças de aço e ferro, canos, torneiras, tubos, válvulas e artigos domésticos, começando a fabricar armas posteriormente. Suas armas eram fabricadas e baseadas nas típicas garruchas espanholas e belgas, tendo inclusive como principal característica, seu sistema de trancamento idêntico ao das espingardas Leclerc, similar ao Snake Key (chave serpente). Suas armas em grande parte eram de fabricação simples e baixo custo, chegando a fabricar algumas réplicas e versões próprias de espingardas de canos duplos sobrepostos e pistolas de bolso tipo Derringer.
Em 1942, solicitou uma autorização ao Ministério da Guerra para poder exportar algumas de suas espingardas de cano simples para o Equador. Na década de 60, também chegou a fabricar espingardas monotiro com a marca Caramuru, sob encomenda da Fabrica de Armas Modernas e seguiu fabricando suas armas próprias até encerrar suas atividades por volta de 1964.